# Bancoumana
Bancoumana is een gemeente (commune) in de regio Koulikoro in Mali. De gemeente telt 23.600 inwoners (2009).